# Hrastov Dol
Hrastov Dol je naselje v Občini Ivančna Gorica. Na sredi vasi je velika mlaka, ob njej pa cerkev sv. Andreja in gasilski dom. Včasih je imela ta vas tudi osnovno šolo, ki pa so jo zaprli. Vas ima tudi novo nogometno igrišče.